# Świnka (dopływ Wieprza w Łęcznej)
Świnka (dawniej Jagielnia lub Jagielnica) – rzeka, prawy dopływ Wieprza o długości 41,16 km. 
Rzeka wypływa w okolicach wsi Kamienna Góra i płynie w kierunku zachodnim. Przepływa obok miejscowości Święcica, Olchowiec, Sewerynów, Ludwinów, Stawek, Cyców. W miejscowości Wólka Cycowska przepływa pod drogą krajową nr 82 a pomiędzy miejscowościami Wesołówka i Brzeziny przecina Kanał Wieprz-Krzna. Dalej mija jeszcze wsie: Stara Wieś, Puchaczów, Turowola i w Łęcznej uchodzi do Wieprza.